# Civilización (juego de mesa)
Civilización es un juego de mesa diseñado por Francis Tresham, publicado en el Reino Unido en 1980 por Hartland Trefoil y en Estados Unidos en 1981 por Avalon Hill. La duración del juego acostumbra a ser de ocho o más horas y pueden participar entre dos y siete jugadores.
La marca Civilization es actualmente (2025) propiedad de la empresa juguetera Hasbro. Estuvo descatalogado durante muchos años, hasta su reedición en 2018, por Gibsons Games. La empresa distribuidora de Avalon Hill en España, Joc Internacional, llegó a publicar una edición en lengua española con un tablero modificado que incluía también el territorio de la península ibérica, objeto de una expansión separada en la versión en inglés.  Avalon Hill publicó también, en 1991, una variante llamada Advanced Civilization.
Civilización es ampliamente considerado como uno de los juegos más influyentes en el género de estrategia, citado como fundamental tanto para la gran estrategia como para los juegos de ordenador de estilo 4X.
El juego es también el primero en incorporar un árbol tecnológico, una característica común en muchos juegos de mesa y de ordenador posteriores que permite a los jugadores obtener ciertos elementos y habilidades únicamente después de obtener otros elementos previos.
El tablero de Civilización representa áreas alrededor del Mar Mediterráneo. El tablero está dividido en varias regiones. Cada jugador juega con una civilización histórica y comienza en su zona correspondiente. Intentará expandir su imperio en turnos sucesivos, procurando construir la civilización más grande posible y minimizando los efectos de las calamidades y la guerra.
El objetivo de cada jugador es ser el primero en avanzar hasta la última casilla de una tabla llamada «Tabla de Sucesión Arqueológica» (TSA). La TSA comienza en el 8000 a. C. y termina en el 250 a. C. Consta de quince casillas, y los jugadores avanzan en cada turno. Sin embargo, en varios puntos, se deben cumplir ciertas condiciones (como que la civilización tenga un número determinado de ciudades) para avanzar. Dado que es improbable que una civilización cumpla los criterios de avance en todas las etapas de la TSA, las partidas suelen durar más de quince turnos.
Civilización se distingue por no centrarse en la guerra y el combate, como muchos juegos de su género. En cambio, se anima a los jugadores a comerciar y cooperar para avanzar. Sin embargo, la guerra y el combate son totalmente permisibles, y a veces inevitables. De hecho, el juego está diseñado para limitar las posibilidades de expansión geográfica de los jugadores, obligándolos a tratar con otras civilizaciones militar, diplomáticamente o de otras maneras si desean que su propia civilización alcance su máximo potencial. Esencialmente, pues, más que un juego bélico es un juego de negociación y progreso científico y tecnológico.
En 2025 accedió al salón de la fama de BoardGameGeek como uno de sus veinticinco primeros juegos seleccionados.